# Karim Olowu

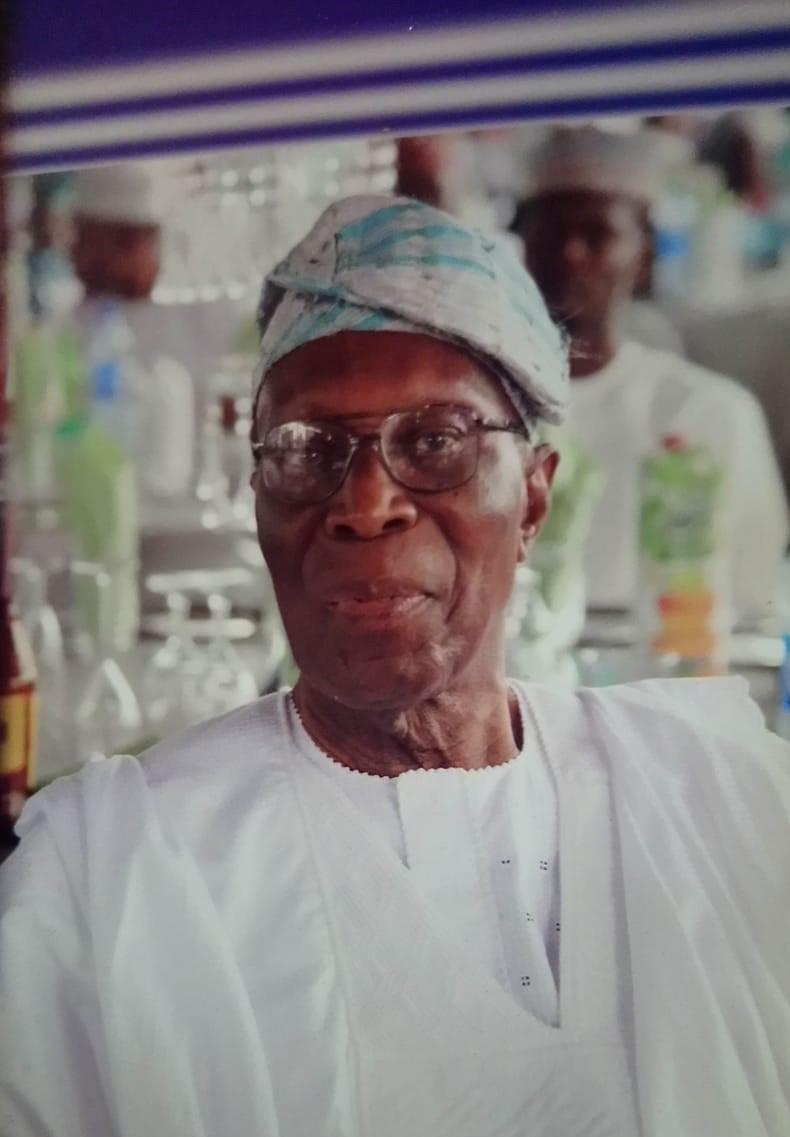
Karim Olowu, 2019

Karim Olowu (Karim Ayinla Babalola Olowu; * 7. Juni 1924 in Lagos; † 14. August 2019 ebenda) war ein nigerianischer Weitspringer und Sprinter.
Bei den British Empire Games 1950 in Auckland erreichte er über 100 Yards das Halbfinale und wurde Sechster im Weitsprung.
1952 schied er bei den Olympischen Spielen in Helsinki über 100 m und im Weitsprung in der Vorrunde aus und erreichte mit der nigerianischen Mannschaft in der 4-mal-100-Meter-Staffel das Halbfinale.
1954 gewann er bei den British Empire and Commonwealth Games in Vancouver Silber im Weitsprung und mit der nigerianischen 4-mal-110-Yards-Staffel. Über 100 Yards scheiterte er im Vorlauf.
Bei den Olympischen Spielen 1956 in Melbourne wurde er Fünfter im Weitsprung, bei den British Empire and Commonwealth Games 1958 in Cardiff kam er auf den 14. Platz.
Seine persönliche Bestleistung im Weitsprung von 7,54 m stellte er 1956 auf.